# Асіті
Асіті (Philepitta) — рід горобцеподібних птахів родини асітових (Philepittidae). Містить два види.

## Поширення
Ендеміки Мадагаскару. Трапляються у лісах вздовж північно-західного та східного узбережжя.

## Опис
Дрібні птахи завдовжки 12,5–16,5 см. Живляться фруктами і ягодами.

## Види
- Philepitta castanea — асіті чорний
- Philepitta schlegeli — асіті жовточеревий